# Eumelea attenuata
Eumelea attenuata là một loài bướm đêm trong họ Geometridae.